# Katastrofa samolotu drużyny WWS MWO Moskwa
Katastrofa samolotu drużyny WWS MWO Moskwa wydarzyła się 5 stycznia 1950 roku, gdy samolot Lisunow Li-2 z Moskwy do Czelabińska rozbił się w czasie próby lądowania na lotnisku zastępczym w Swierdłowsku. Zginęli wszyscy spośród 19 osób znajdujących się na pokładzie, w tym 11 zawodników drużyny hokejowej WWS MWO Moskwa i 6 członków załogi samolotu.

## Drużyna WWS MWO Moskwa
Drużyna WWS MWO Moskwa została utworzona przez Wasilija Stalina, dowódcę Sił Powietrznych Moskiewskiego Okręgu Wojskowego i syna dyktatora Józefa Stalina. Dzięki staraniom Wasilija drużyna została zasilona przez najlepszych radzieckich hokeistów, a on sam miał co do niej nadzieję na zdobycie mistrzostwa kraju.
Przed wyjazdem na pierwszy w sezonie mecz do Czelabińska z miejscowym Dzierżyńcem trener zespołu Borys Boczarnikow zwrócił się do Wasilija o udostępnienie samolotu, co pozwoliłoby uniknąć wielogodzinnej podróży pociągiem przez Syberię. Wasilij szybko zorganizował samolot, dla drużyny podstawiono Lisunowa Li-2.

## Katastrofa
Wylot nastąpił 5 stycznia, drużyna miała przybyć do Czelabińska i mieć trzy dni na przygotowania do meczu. Warunki atmosferyczne były jednak złe, a w okolicach miejsca docelowego bardzo złe. Lotnisko w Czelabińsku zostało zamknięte, a samolot skierowano do Swierdłowska, gdzie musiał długo oczekiwać na swoją kolej do lądowania. Załoga wykonała pięć nieudanych prób podejścia do lądowania, wszystkie przerywano z powodu braku widzialności. Szósta próba zakończyła się katastrofą, a zderzenia z ziemią nie przeżył żaden z pasażerów.

## Ofiary
| Zawodnicy klubu - Michaił Alpierin – lekarz drużyny - Boris Boczarnikow – zawodnik, obrońca, grający trener - Wasilij Bołodin – zawodnik, napastnik - Aleksiej Gałkin – masażysta - Nikołaj Isajew – zawodnik, bramkarz rezerwowy - Garri Mełups – zawodnik, bramkarz - Aleksandr Moisiejew – zawodnik, napastnik - Iwan Nowikow – zawodnik, napastnik - Robiert Szulmanis – zawodnik, obrońca - Jurij Tarasow – zawodnik, napastnik (brat Anatolija) - Jewgienij Woronin – zawodnik, obrońca - Zdieniek Zigmund – zawodnik, napastnik - Jurij Żyburtowicz – zawodnik, napastnik |  | Załoga samolotu - mjr Iwan Zotow – dowódca - W. Taranienko – drugi pilot - kpt. A. Ponomariow – nawigator - kpt. M. Fomiczow – mechanik pokładowy - por. M. Diemczenko – radiotelegrafista - sierż. D. Łukjanow – mechanik |

## Zatajenie informacji o katastrofie
Na informację o katastrofie Wasilij wpadł w panikę, gdyż drużyna była stworzona przez niego, wielu zawodników zmieniło barwy klubowe w niejasnych okolicznościach, a dodatkowo samolot, w którym zginęła załoga, został wypożyczony bez zgody Stalina. Informację o katastrofie Wasilij zataił, uniemożliwiając publikację jej w prasie, w efekcie czego rozeszła się jedynie w Czelabińsku.
Wasilij obawiał się gniewu ojca, dlatego też podjął szerokie starania, by informacja o tym zdarzeniu nie dotarła do niego. W tym celu w ciągu jednego dnia skompletował nowy zespół i postarał się o rozegranie meczu w Czelabińsku zgodnie z planem. Według części źródeł starania Wasilija o zatajenie informacji przed ojcem udały się i dyktator nie dowiedział się o niej aż do swojej śmierci 5 marca 1953 roku.

## Skompletowanie nowej drużyny
Udziału w tragicznym locie uniknęło trzech zawodników klubu. Byli to Wsiewołod Bobrow (który zaspał na samolot), zawieszony na dwa spotkania Aleksander Winogradow i Wiktor Szuwałow, którego obecność w meczu uznano początkowo za niewłaściwą (do niedawna zawodnik Dzierżyńca Czelabińsk).
Do nowej drużyny wprowadzono m.in. Pawła Żyburtowicza, brata zmarłego w wypadku Jurija, oraz Anatolija Mojsiejewa, który zastąpił niespokrewnionego z nim Aleksandra. Przez wprowadzenie zawodników o takich samych nazwiskach jak zmarli, Wasilij starał się ukryć katastrofę. Prasa miała odtąd podawać w przypadku tych zawodników wyłącznie ich nazwiska, a gdy bramki strzelali inni zawodnicy podawania nazwisk w ogóle unikano.
Obie drużyny rozegrały mecz bez zakłóceń, a moskiewska WWS MWO wygrała 8:3, zaś w całym sezonie zajęła czwarte miejsce w tabeli, kolejny sezon już wygrywając.

## Upamiętnienie
Władze radzieckie nigdy oficjalnie nie uczciły pamięci ofiar katastrofy. Dopiero po upadku ZSRR rodziny i przyjaciele zawodników ufundowali pomnik, który znajduje się w pobliżu lotniska w Swierdłowsku (dziś Jekaterynburgu).
Katastrofa z 1950 roku stała się szerzej znana po wypadku samolotu hokejowej drużyny Łokomotiwu Jarosław 7 września 2011 roku, w której zginęły 43 osoby.